# SV Group
Die SV Group AG mit Holdingsitz in Dübendorf ist eine Schweizer Gastronomie- und Hotelmanagement-Gruppe mit Catering als Haupttätigkeitsgebiet.
Die Hauptaktionärin der SV Group ist die SV Stiftung, welches als Mehrheitsaktionärin die wirtschaftliche, soziale und ökologische Verantwortung des Unternehmens überwacht.

## Geschichte

Soldatenstube in Bever GR, 1914–1918

SV Group Logo bis 2010

SV Group Logo von 2010-2015

Das Unternehmen wurde 1914 von Else Züblin-Spiller als die Non-Profit-Organisation Schweizer Verband Soldatenwohl gegründet. Ziel war es, die Schweizer Soldaten mit preiswerter und gesunder Kost zu versorgen sowie eine alkoholfreie Einkehrmöglichkeit zu bieten. Gegen Ende des Ersten Weltkriegs im Januar 1918 erhielt das in Form eines Vereins organisierte Unternehmen ihren ersten Auftrag zur Führung eines Personalrestaurants, dasjenige der Bühler AG und stieg damit in das Business Catering ein. 1920 erfolgte die Umbenennung in Schweizer Verband Volksdienst, das bis 1999 Bestandteil des Firmennamens blieb. Während des Zweiten Weltkriegs führte der Verein neben seinem Business Catering wiederum Soldatenstuben und unterstützte mit einer Abteilung Fürsorge Wehrmänner und deren Angehörige.
1973 erfolgte die Umbenennung in SV-Service Schweizer Verband Volksdienst, die Rechtsform eines Vereins wurde beibehalten. Schwerpunkt blieb die Führung von Personalrestaurants.
1992 expandierte SV-Service durch Übernahme der KGS GmbH, die heute unter SV (Deutschland) GmbH geführt wird, nach Deutschland. 1996 erweiterte das Unternehmen ihr Geschäftsfeld um die beiden Bereiche Care Catering und Event Catering. 1998 expandierte SV-Service durch Gründung der KGS Catering GmbH, die heute unter SV (Österreich) GmbH firmiert, nach Österreich.
1999 wurde SV-Service in eine AG umgewandelt. Die Aktien werden zu 90,8 % von der SV Stiftung gehalten. Diese übt die aktienrechtlichen Rechte und Pflichten aus und entscheidet über die Verwendung ihrer Dividende im Rahmen des SV Stiftungszwecks, vornehmlich in soziale Projekte.
2000 übernahm SV-Service von der UBS die Culinarium AG, die knapp vier Jahrzehnte lang die Personalrestaurants der Schweizerischen Bankgesellschaft führte. Seit 2004 tritt die gesamte Konzerngruppe unter der Dachmarke SV Group auf.
2014 feierte die SV Group ihr 100-jähriges Bestehen.
2015 lancierte die SV Group die Marke «SV Restaurant». Somit erhält das Kerngeschäft der SV Group – die Gemeinschaftsgastronomie und damit das Führen von Personalrestaurants und Mensen – einen eigenen Auftritt.

## Tätigkeitsgebiet
Das Unternehmen umfasst die fünf Bereiche Business (Gemeinschaftsgastronomie), Care (Residenzen, Heime, Kliniken und Spitäler), Event (Veranstaltungen), Hotel und Restaurant. Die Unternehmensgruppe beschäftigt insgesamt 8'558 Mitarbeiter und erwirtschaftete 2014 einen Umsatz von 707 Millionen Schweizer Franken.
Das Geschäftsfeld "Business" bildet mit einem Anteil von 75 Prozent am gesamten Konzernumsatz das Haupttätigkeitsgebiet der SV Group. Der übrige Umsatz entfällt mit einem Anteil von 8 Prozent auf Care, 3 Prozent auf Event,9 Prozent auf Hotel und 5 Prozent auf Restaurant. Insgesamt führt die SV Group mehr als 600 Betriebe.
Das geographische Haupttätigkeitsgebiet des Unternehmens liegt in der Schweiz, wo SV Schweiz 76 Prozent ihres Gesamtumsatzes erzielt. Mit 320 geführten Betrieben ist SV Schweiz Marktführerin in der Gemeinschaftsgastronomie. Der restliche Umsatz entfällt auf die Tochtergesellschaften in Deutschland mit 17 Prozent und in Österreich mit 7 Prozent.

## SV Hotel
SV Hotel ist ein Geschäftsbereich der SV Group mit Sitz in Dübendorf im Kanton Zürich. Der Grundstein dieses Geschäftsbereich bildete die Eröffnung des Hotels Courtyard Zurich Nord im Jahr 2006 im Rahmen einer Franchisekooperation mit Marriott International.

### Geschichte
Im Jahr 2004 startete das Projekt SV Hotel als Division der SV Group. Mit Unterzeichnung des Franchise-Vertrags mit Marriott International wurde der Grundstein gelegt für das erste von SV Hotel betriebene Courtyard Zürich Nord, das im Jahr 2006 eröffnet wurde. Bald erwies man den „Proof of Concept“ und unterschrieb weitere Projekte in Zürich, Basel und München. Nach dem im Jahr 2010 eröffneten zweiten Courtyard in Basel wurde 2011 in Zürich das erste Full-Service-Hotel, das Renaissance Zürich Tower Hotel, eröffnet sowie in München das erste Residence Inn in Europa. Das Extended-Stay Hotel war – zusammen mit dem Courtyard Munich City East – zugleich das erst Dual-Brand-Projekt für SV Hotel.
2010 wurde SV Hotel offiziell als AG firmiert und ist heute ein eigenständiger Geschäftsbereich der SV Group.

### Hotels
| Hotel                            | Ort                     | Staat       | Eröffnung | Anmerkung                          |
| -------------------------------- | ----------------------- | ----------- | --------- | ---------------------------------- |
| Courtyard Zürich Nord            | Zürich                  | Schweiz     | 2006      |                                    |
| Courtyard Basel                  | Basel                   | Schweiz     | 2010      |                                    |
| Courtyard München City Ost       | München                 | Deutschland | 2011      |                                    |
| Courtyard Freiburg               | Freiburg                | Deutschland | 2021      |                                    |
| Residence Inn München City Ost   | München                 | Deutschland | 2011      |                                    |
| Residence Inn München Ostbahnhof | München                 | Deutschland | 2019      |                                    |
| Residence Inn Frankfurt          | Frankfurt               | Deutschland | 2018      |                                    |
| Renaissance Zürich Tower Hotel   | Zürich                  | Schweiz     | 2011      |                                    |
| Moxy Stuttgart Airport/Messe     | Leinfelden-Echterdingen | Deutschland | 2017      |                                    |
| Moxy Frankfurt City Center       | Frankfurt               | Deutschland | 2018      |                                    |
| Moxy München Ostbahnhof          | München                 | Deutschland | 2019      |                                    |
| Moxy Lausanne City               | Lausanne                | Schweiz     | 2019      |                                    |
| Moxy Hamburg City Mitte          | Hamburg                 | Deutschland | 2020      |                                    |
| Moxy Düsseldorf City Center      | Düsseldorf              | Deutschland | 2021      |                                    |
| Moxy Bremen                      | Bremen                  | Deutschland | 2021      |                                    |
| Moxy Bern                        | Bern                    | Schweiz     | 2020      |                                    |
| Stay KooooK Live Bern            | Bern                    | Schweiz     | 2020      | Eigene Brand SV Hotel              |
| Stay KooooK Live Nürnberg        | Nürnberg                | Deutschland | 2021      | Eigene Brand SV Hotel              |
| Hotel Amaris                     | Olten                   | Schweiz     | seit 2018 |                                    |
| Hotel La Pergola                 | Bern                    | Schweiz     | 1976      | Garni Hotel, Eigene Marke SV Hotel |